# Ленинцы (Венгрия)
«Ленинцы» (венг. Lenin-fiúk, дословно ребята Ленина) — вооружённый отряд коммунистов, сформированный в 1919 году для обороны Венгерской советской республики от контрреволюции и насчитывавший 200 человек во главе с Йожефом Черни.

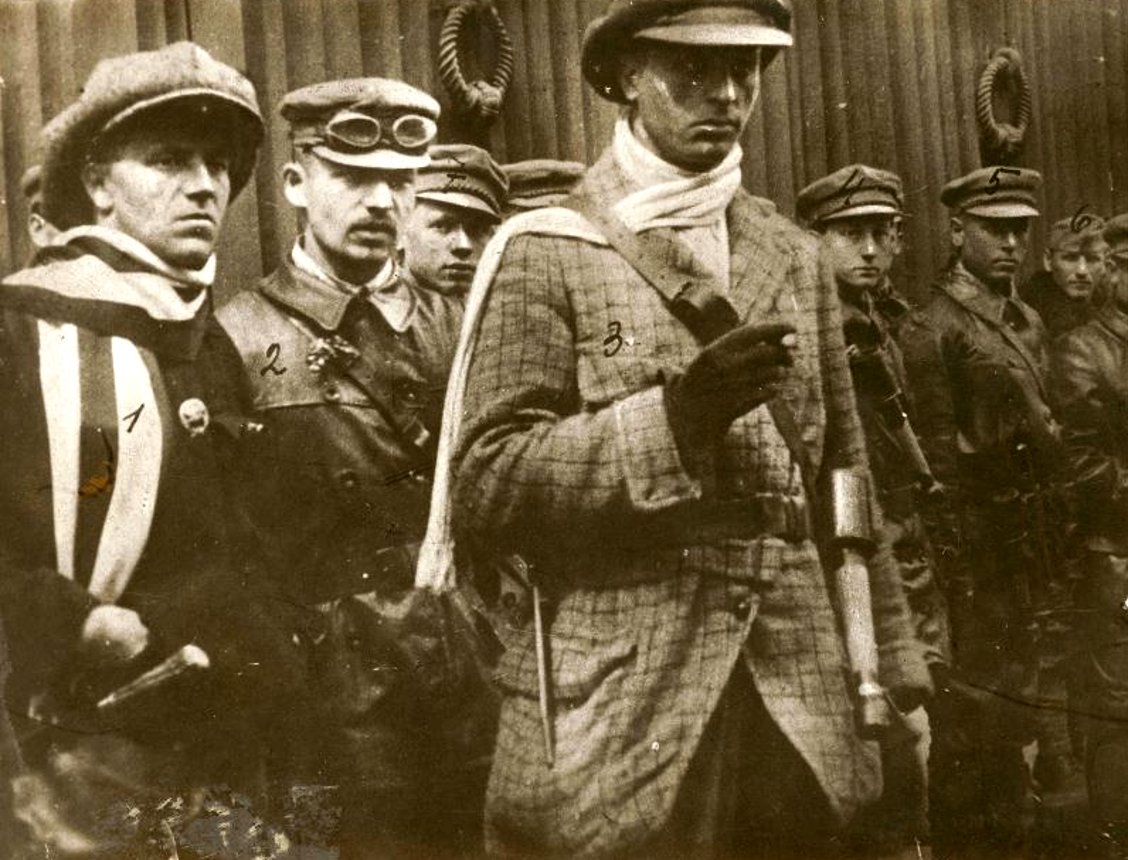
Йожеф Черни и «ленинцы»

Отряд был хорошо вооружен винтовками, гранатами и пулемётами и действовал в том числе как охрана Тибора Самуэли. «Ленинцы», а также подобные им группы, были настроены радикально антиклерикально, что вызывало у консервативного сельского населения резкое неприятие. После неудачной попытки правого государственного переворота в июне 1919 г., отряд Йожефа Черни принял участие в подавлении деятельности консервативной оппозиции.
После разгрома интервентами и хортистами ВСР, «ленинцы» стали объектом белого террора. Йожеф Черни был схвачен и казнен 24 декабря 1919 года.